# Alcimus porrectus
Alcimus porrectus är en tvåvingeart som först beskrevs av Walker 1851.  Alcimus porrectus ingår i släktet Alcimus och familjen rovflugor. Inga underarter finns listade i Catalogue of Life.